# Kim Vilfort
Kim Vilfort (Valby, Dinamarca, 15 de noviembre de 1962) es un exfutbolista danés que jugaba como centrocampista o mediapunta. 
La mayor parte de su carrera deportiva la pasó en el Brøndby IF. Allí jugó durante doce años y se convirtió en ese lapso de tiempo en el jugador más goleador en la historia del club. 
Desde 2019 trabaja dentro del mismo.

## Clubes
| Club         | País      | Año         |
| ------------ | --------- | ----------- |
| Skovlunde IF | Dinamarca | 1979 - 1981 |
| BK Frem      | Dinamarca | 1981 - 1985 |
| Lille OSC    | Francia   | 1985 - 1986 |
| Brøndby IF   | Dinamarca | 1986 - 1998 |

## Palmarés
Brøndby IF
- Superliga danesa: 1986-87, 1987-88, 1989-90, 1990-91, 1995-96, 1996-97, 1997-98
- Copa de Dinamarca: 1989, 1994, 1998

Selección de fútbol de Dinamarca
- Eurocopa 1992

- Datos: Q456100
- Multimedia: Kim Vilfort / Q456100